# Християново
Християново е село в Южна България. То се намира в община Стара Загора, област Стара Загора. До 1906 г. името на селото е Мислими (Мислимито).

## Местоположение
Селото е разположено в равно Загоре (Старозагорското поле на Горнотракийската низина). Землището му е разнообразено и от хълмовете Мандра баир, Голям баир, Кориите и Габъра – част от най-южните разклонения на Сърнена гора.
Християново се намира на 6 km южно от Стара Загора. Жп спирка Християново е разположена на около 5 мин. от гара Стара Загора – по жп линията София – Бургас и Истанбул – Букурещ. На 2 km от селото преминава южната дъга на околовръстното шосе на Стара Загора, чрез което се осъществява директна връзка с шосето Стара Загора – Чирпан, магистралата София – Бургас и международния път Истанбул – Русе – Букурещ.
Землището на селото граничи с тези на селата Калояновец, Еленино, Ракитница, Богомилово, и Памукчии. В западната част виреят лозя и овощни градини, а в източната – житни култури и ориз.
В подножието на хълмовете минава главният напоителен канал за цялото Старозагорско поле. Водата за напояване се довежда от язовир „Копринка“ по специално изграден тунел, захранва ВЕЦ „Стара Загора“; напоява плодородните земи и се свързва с естествения водоизточник – река Сазлийка, приток на р. Марица. Подпочвените води са високи и изобилни.
По южния склон на Габъра има карстов извор, който е каптиран и задоволява с питейна и битова вода студентското градче на Тракийския университет – Стара Загора.
Климатът е умерено-континентален. Лятото е горещо и сухо, а зимата – студена и снежна. Почвите в ниската част на землището са тежки чернозем-смолници богати на хумус и подходящи за отглеждане на зърнени и технически култури. Канелено-горските почви по периферията на полето и по околните хълмове са подходящи за овощия и лозя.
В землището на селото има разработени големи каменни кариери за строителен материал и поддържане на железопътни пътища.
Селото е електрифицирано и водоснабдено. Малка част от улиците са асфалтирани. В селото има два магазина, едно барче и пивница. Има и няколко фирми. Дворовете на къщите са обширни и засадени със зеленчукови и овощни градини. Селото има редовен автобусен и железопътен транспорт от/до Стара Загора. Селото е подходящо за живеене за работещите в Стара Загора, което привлича нови заселници.

## История
Християново, някогашната турска махала, наречена Мисилимито, се появява на картата на България едва в началото на 20. век. За промяната на името има две версии. Едната е, че в селото са живели само християни, а втората е, че е съществувал някой си Християн войвода, на когото е прекръстено селото. Жителите на селото са вземали активно участие в борбата против османската власт. Съществуването и дейността на Мисилимската чета, начело с Мержан Рада е описано от поп Минчо Кънчев в книгата му „Видрица“.
През 2018 година е осветена черквата в селото „Свети Николай Мирликийски Чудотворец“. През 2006 година е създаден инициативен комитет за изграждане на черквата. Освещаването е извършено на 23-ти септември 2018 година от Старозагорски митрополит Киприян. Храмът се намира на терен, който е известен с наименованието „черквище“, защото на него се е намирало училище. Това е първата енорийска черква в селото. През XIX век е съществувал параклис, който обаче е разрушен в годините.

## Редовни събития
Още преди 2007 година е възстановено коледуването в селото. Коледарската група се е явявала на окръжен конкурс и е печелила награда в село Опан. Коледата на 2007 г. е официално посрещната и благословена от коледари.
За първи път през 2007 в селото на Лазаровден има тържество и от сутрин до обед момичета от селото обикалят къщите, облечени с народни носии, с венчета на глава, и пеят народни песни.
От 2008 г. в селото има женски хор с ръководител Петко Бонев. Той печели второ място на конкурс сред състави, които са на сцена от 20 или повече години, но те дори не са класирани.

## Личности
- Станчо Колев (р. 1937) – български борец, олимпийски медалист
- Пенчо Пенчев (р. 1965 г.) – поет